# Ciao (Reload)
Ciao (Reload) è un singolo del gruppo musicale italiano Lollipop, pubblicato il 20 giugno 2013 in seguito al ricongiungimento del gruppo dopo nove anni di assenza dalle scene musicali.

## Descrizione
La canzone nasce dalla collaborazione delle Lollipop col noto DJ e produttore discografico Mario Fargetta. Dopo essersi a lui rivolte per reincidere i loro vecchi successi nella nuova formazione a quattro e con un sound più moderno, il gruppo ha ricevuto da Fargetta la proposta di registrare e pubblicare Ciao (Reload) come singolo del ritorno. Il pezzo è cantato in lingua inglese e fonde ritmi elettropop e dance. Le Lollipop hanno promosso il singolo esibendosi in diverse discoteche e manifestazioni durante tutta l'estate, e partecipando ad una puntata del programma di Italia 1 Nord Sud Ovest Est - Tormentoni on the road.
L'8 novembre 2013 è stato pubblicato il remix ufficiale della canzone caratterizzato da sonorità house, prodotto da Get Far e LennyMendy. Viene inoltre indetto un concorso per trovare il migliore remix del brano realizzato dai fan, il quale è stato premiato con la pubblicazione dello stesso il 20 gennaio 2014.

## Video musicale
Il videoclip ufficiale della canzone è stato pubblicato sul canale YouTube della Get Over Records il 21 giugno 2013, quattro giorni dopo la pubblicazione del singolo. Il video è stato diretto da Senio Zaprunder e coreografato da Modulo Project; Roberta Ruiu, componente del gruppo, riveste anche il ruolo di produttore esecutivo. Nel video, ambientato in una villa d'epoca della provincia di Piacenza, le Lollipop prendono parte ad una festa insieme ad altri ragazzi, eseguono una coreografia e vestono diversi abiti d'alta moda.
Anche la versione remix del brano è stato accompagnata da un video musicale, nel quale vengono riproposte in bianco e nero alcune scene di quello originale, alternate a brevi sequenze con protagonisti dei fan del gruppo che reinterpretano la coreografia del video, girate da loro stessi.

## Tracce
Download digitale
Testi di Mario Fargetta, Cristiano Cesario, Susanna Galimi, musiche di Mario Fargetta.
1. Ciao (Reload) [Radio Edit] – 3:32
2. Ciao (Reload) [Extended] – 5:12

Download digitale - Remix
1. Ciao (Get Far & LennyMendy Rmx) – 3:19
2. Ciao (Get Far & LennyMendy Extended) – 5:16
3. Ciao (Get Far & LennyMendy Instrumental) – 5:12

## Classifiche
| Classifica (2013) | Posizione massima |
| ----------------- | ----------------- |
| Italia            | 21                |

## Il mini-tourLollipop4
Le Lollipop hanno promosso il loro ritorno sulle scene con un mini-tour di showcase chiamato Lollipop4, iniziato il 30 marzo 2013 e terminato il successivo 11 agosto. Le 9 tappe del tour hanno avuto luogo in discoteche e all'interno di alcune manifestazioni all'aperto. Durante le serate il gruppo si è esibito sulle note dei loro vecchi successi (Down Down Down, Don't Leave Me Now, When the Rain, Batte forte, You) riarrangiati dal dj Mario Fargetta con un sound più moderno e nella nuova formazione a quattro voci, e a partire da luglio hanno inserito il nuovo singolo Ciao (Reload) fra le esibizioni delle serate. Il gruppo ha inoltre eseguito diverse coreografie inedite, spesso accompagnate dai ballerini di Modulo Project.